# Дубравец
Дубравец је насељено место у саставу општине Кленовник у Вараждинској жупанији, Хрватска. До територијалне реорганизације у Хрватској налазио се у саставу старе општине Иванец.

## Становништво
На попису становништва 2011. године, Дубравец је имао 428 становника.

## Попис1991.
На попису становништва 1991. године, насељено место Дубравец је имало 500 становника, следећег националног састава:
| Попис 1991.‍ | Попис 1991.‍ | Попис 1991.‍ | Попис 1991.‍ | Попис 1991.‍ |
| ----------- | ----------- | ----------- | ----------- | ----------- |
|             |             |             |             |             |
| Хрвати      | Хрвати      |             | 498         | 99,60%      |
| непознато   | непознато   |             | 2           | 0,40%       |
| укупно: 500 |             |             |             |             |